# Samba (informàtica)
|  | Per a altres significats, vegeu «Samba (música)». |

Samba és una reimplementació en programari lliure del protocol de xarxa SMB/CIFS de Microsoft. Des de la versió 3, Samba no només proveeix de serveis d'impressió i fitxers per diversos clients de Microsoft Windows, sinó que també es pot integrar amb un domini de Windows Server, sigui un PDC o un Domain Member. També pot ser part d'un domini Active Directory.
Samba funciona en la majoria de sistemes UNIX i semblants, com per exemple GNU/Linux, Solaris, i les variants BSD, incloent Mac OS X (va ser afegit a la versió 10.2 de Mac OS X). Està present a totes les distribucions Linux i sol incloure's entre serveis bàsics dels sistemes UNIX i semblants.

## Història
Samba va ser originalment desenvolupat per UNIX per Andrew Tridgell a l'Australian National University, usant enginyeria inversa al protocol usat pel servidor DEC PATHWORKS utilitzant un sniffer. Més tard, Tridgell va descobrir que el protocol era gairebé idèntic als usats en altres sistemes de servidor per xarxa, incloent el de Microsoft anomenat LAN Manager, i va decidir centrar-se amb la compatibilitat amb servidors Windows.
El nom Samba prové d'inserir dues vocals al nom del protocol estàndard usat pel sistema de xarxa de Microsoft Windows, "SMB" (server message block). Samba inicialment s'anomenava smbserver, però el nom va canviar perquè era una marca registrada de la companyia "Syntax", la qual venia un producte anomenat TotalNet advanced Server, i tenia registrat el nom de SMBserver. El nom "Samba" va sorgir d'usar l'ordre d'Unix grep per filtrar les paraules del diccionari que continguessin les lletres S, M i B usant aquesta ordre grep -i 's.*m.*b.*' /usr/dict/words.

## Característiques
Samba és una implementació de dotzenes de serveis i protocols, incloent NetBIOS sobre TCP/IP, (NetBT), SMB (el qual també s'anomena CIFS), DCE/RPC o més específicament, MSRPC, un servidor WINS també conegut com a NetBIOS Name Server (BNS), la suit de protocols NT Domain que inclouen NT Domain Logons, la base de dades Secure Accounts Manager (SAM), el servei Local Security Authority (LSA), l'estil d'impressió NT (SPOOLS) i el nou Active Directory Logon el qual implica una versió modificada del protocol Kerberos i una versió modificada de LDAP. Tots aquests serveis i protocols se solen referir incorrecament a només NetBios i/o SMB.
Samba també pot compartir directoris d'UNIX per xarxa (incloent tots els subdirectoris). Aquests apareixen als usuaris de Microsoft Windows com a directoris accessibles per la xarxa. Els usuaris d'UNIX poden muntar els directoris compartits com si fossin part de la seva estructura de fitxers o, alternativament, usar la utilitat smbclient instal·lada junt amb Samba per llegir els directoris compartits d'una manera similar a un programa de FTP. Cada directori pot tenir diversos privilegis que se situen per sobre de les proteccions d'Unix. Per exemple: els directoris de home haurien tenir accés de lectura i escriptura per tots els usuaris coneguts, permetent l'accés als seus propis fitxers. Tot i així, no haurien de tenir accés als fitxers dels altres excepte, si aquest permis existís. La part de netlogon, generalment compartida com a només lectura de /etc/samba/netlogon és el directori on hi ha els scripts de login dels usuaris.
Es configura editant un sol fitxer (normalment a /etc/smb.conf o a /etc/samba/smb.conf). Samba també pot proveir scripts de login pels usuaris i polítiques de grups a través de poledit.

## Programari relacionat
- Samba TNG és un fork de Samba que té importants canvis a l'arquitectura i diferències a la implementació a les àrees dels NT Domain Services.
- LinNeighborhood
- LDAP Account Manager
- Kerberos protocol